# Wojciech Broniowski
Wojciech Bogdan Broniowski (ur. 1957 w Miechowie) – polski fizyk, profesor nauk fizycznych, profesor zwyczajny Uniwersytetu Jana Kochanowskiego w Kielcach i Instytutu Fizyki Jądrowej im. Henryka Niewodniczańskiego PAN.

## Życiorys
W 1981 ukończył studia z zakresu fizyki na Uniwersytecie Jagiellońskim. Doktoryzował się w 1986 na University of Maryland, College Park w oparciu o pracę Chiral model of N and Δ with vector mesons, której promotorem był prof. Manoj Banerjee. Stopień doktora habilitowanego uzyskał w 1996 w Instytucie Fizyki Jądrowej im. Henryka Niewodniczańskiego PAN na podstawie pracy zatytułowanej Własności elektrosłabe barionów w granicy dużej liczby kolorów. Tytuł naukowy profesora nauk fizycznych otrzymał 17 maja 2006.
Po ukończeniu studiów pracował w Instytucie Fizyki Jądrowej Uniwersytetu Jagiellońskiego. Związany z Instytutem Fizyki Jądrowej im. Henryka Niewodniczańskiego PAN nas stanowisku profesora zwyczajnego (w IFJ PAN kierował w latach 2003–2007 Zakładem Fizyki Teoretycznej). W latach 90. przebywał na stażach naukowych w Niemczech, Portugalii i Stanach Zjednoczonych. W latach 1993–1994 był stypendystą Fundacji Alexandra von Humboldta na Uniwersytecie w Ratyzbonie. W 2005 został zatrudniony na Akademii Świętokrzyskiej w Kielcach, przekształconej następnie w Uniwersytet Jana Kochanowskiego, na którym objął stanowisko profesora zwyczajnego w Instytucie Fizyki na Wydziale Matematyczno-Przyrodniczym.
Specjalista w zakresie fizyki teoretycznej. Jego prace dotyczą m.in. chiralnych modeli kwarkowych. W 2000 wraz z dr. hab. Wojciechem Florkowskim przedstawił model termalny produkcji cząstek w relatywistycznych zderzeniach ciężkich jonów. W 2009 wraz z prof. Wojciechem Florkowskim otrzymał Nagrodę im. Mariana Mięsowicza PAU za pracę pt. Description of the RHIC p⊥ Spectra in a Thermal Model with Expansion („Physical Review Letters”). Do momentu złożenia wniosku o nagrodę artykuł uzyskał 120 cytowań.
Odznaczony Złotym (2015) i Srebrnym (2007) Krzyżem Zasługi.